# Liste der Länderspiele der sudanesischen Futsalnationalmannschaft
Die nachfolgende Liste enthält alle Länderspiele der sudanesischen Futsalnationalmannschaft der Männer, die der Fußballverband des Sudans, die Sudan Football Association (SFA), im Jahr 1998 gegründet hat. Futsal ist die einzige von der FIFA anerkannte Variante des Hallenfußballs. Bisher wurden fünf Länderspiele ausgetragen.

## Länderspielübersicht
Legende
- Erg. = Ergebnis
- n. V. = nach Verlängerung
- i. S. = im Sechsmeterschießen
- abg. = Spielabbruch
- H = Heimspiel
- A = Auswärtsspiel
- * = Spiel auf neutralem Platz
- Hintergrundfarbe grün = Sieg
- Hintergrundfarbe gelb = Unentschieden
- Hintergrundfarbe rot = Niederlage

| Nr.                    | Datum      | Erg. | Gegner    |   | Austragungsort                                | Anlass                                  | Bemerkungen |
| ---------------------- | ---------- | ---- | --------- | - | --------------------------------------------- | --------------------------------------- | --- |
| 1                      | 07.12.1998 | 3:12 | Ägypten   | A | Kairo (EGY)                                   | UAFA Arab Futsal Championship 1998      | Erstes Auswärtsspiel Erste Niederlage Erste Auswärtsniederlage Höchste Niederlage Höchste Auswärtsniederlage Erstes Länderspiel gegen Ägypten   |
| 2                      | 08.12.1998 | 2:9  | Palästina | * | Kairo (EGY)                                   | UAFA Arab Futsal Championship 1998      | Erstes Spiel auf neutralem Platz Erste Niederlage auf neutralem Platz Höchste Niederlage auf neutralem Platz Erstes Länderspiel gegen Palästina |
| 3                      | 08.04.2012 | 2:5  | Simbabwe  | A | Chitungwiza (ZIM)                             | Weltmeisterschaft 2012- Qualifikation   | Erstes Länderspiel gegen Simbabwe |
| 4                      | 06.12.2015 | 4:9  | Libyen    | H | Khartum                                       | Afrikameisterschaft 2016- Qualifikation | Erstes Heimspiel Erste Heimniederlage Höchste Heimniederlage Erstes Länderspiel gegen Libyen                                                    |
| 5                      | 13.12.2015 | 0:5  | Libyen    | * | Monastir (TUN), Salle olympique Mohamed Mzali | Afrikameisterschaft 2016- Qualifikation | |
| Stand: 27. August 2018 |            |      |           |   |                                               |                                         | |

## Statistik
In der Statistik werden nur die offiziellen Länderspiele berücksichtigt.
Legende
- Sp. = Spiele
- Sg. = Siege
- Uts. = Unentschieden
- Ndl. = Niederlagen
- Hintergrundfarbe grün = positive Bilanz
- Hintergrundfarbe gelb = ausgeglichene Bilanz
- Hintergrundfarbe rot = negative Bilanz

### Gegner
| Land      | Kontinentalverband | Sp. | Sg. | Uts. | Ndl. | Torverhältnis |
| --------- | ------------------ | --- | --- | ---- | ---- | ------------- |
| Ägypten   | CAF                | 1   | 0   | 0    | 1    | 03:12         |
| Libyen    | CAF                | 2   | 0   | 0    | 2    | 04:14         |
| Palästina | AFC                | 1   | 0   | 0    | 1    | 2:9           |
| Simbabwe  | CAF                | 1   | 0   | 0    | 1    | 2:5           |
| Gesamt    | Gesamt             | 5   | 0   | 0    | 5    | 11:40         |

### Kontinentalverbände
| Kontinentalverband                 | Sp. | Sg. | Uts. | Ndl. | Torverhältnis |
| ---------------------------------- | --- | --- | ---- | ---- | ------------- |
| AFC (Asien)                        | 1   | 0   | 0    | 1    | 2:9           |
| CAF (Afrika)                       | 4   | 0   | 0    | 4    | 09:31         |
| CONCACAF (Nord- und Mittelamerika) | 0   | 0   | 0    | 0    | 0:0           |
| CONMEBOL (Südamerika)              | 0   | 0   | 0    | 0    | 0:0           |
| OFC (Ozeanien)                     | 0   | 0   | 0    | 0    | 0:0           |
| UEFA (Europa)                      | 0   | 0   | 0    | 0    | 0:0           |
| Gesamt                             | 5   | 0   | 0    | 5    | 11:40         |

### Anlässe
| Anlass                                   | Sp. | Sg. | Uts. | Ndl. | Torverhältnis |
| ---------------------------------------- | --- | --- | ---- | ---- | ------------- |
| Weltmeisterschaft-Qualifikationsspiele   | 1   | 0   | 0    | 1    | 2:5           |
| Afrikameisterschaft-Qualifikationsspiele | 2   | 0   | 0    | 2    | 04:14         |
| UAFA Arab Futsal Championship-Spiele     | 2   | 0   | 0    | 2    | 05:21         |
| Freundschaftsspiele                      | 0   | 0   | 0    | 0    | 0:0           |
| Gesamt                                   | 5   | 0   | 0    | 5    | 11:40         |

### Spielarten
| Spielart                       | Sp. | Sg. | Uts. | Ndl. | Torverhältnis |
| ------------------------------ | --- | --- | ---- | ---- | ------------- |
| Heimspiele (H)                 | 1   | 0   | 0    | 1    | 4:9           |
| Spiele auf neutralem Platz (*) | 2   | 0   | 0    | 2    | 02:14         |
| Auswärtsspiele (A)             | 2   | 0   | 0    | 2    | 05:17         |
| Gesamt                         | 5   | 0   | 0    | 5    | 11:40         |

### Austragungsorte
| Austragungsort | Land     | Sp. | Sg. | Uts. | Ndl. | Torverhältnis |
| -------------- | -------- | --- | --- | ---- | ---- | ------------- |
| Chitungwiza    | Simbabwe | 1   | 0   | 0    | 1    | 2:5           |
| Kairo          | Ägypten  | 2   | 0   | 0    | 2    | 05:21         |
| Khartum        | Sudan    | 1   | 0   | 0    | 1    | 4:9           |
| Monastir       | Tunesien | 1   | 0   | 0    | 1    | 0:5           |
| Gesamt         | Gesamt   | 5   | 0   | 0    | 5    | 11:40         |

### Spielergebnisse
|      | Gegentore | Gegentore | Gegentore | Gegentore | Gegentore | Gegentore | Gegentore | Gegentore | Gegentore | Gegentore | Gegentore | Gegentore | Gegentore |
| Tore | 0         | 1         | 2         | 3         | 4         | 5         | 6         | 7         | 8         | 9         | 10        | 11        | 12        |
| ---- | --------- | --------- | --------- | --------- | --------- | --------- | --------- | --------- | --------- | --------- | --------- | --------- | --------- |
| 0    | -         | -         | -         | -         | -         | 1         | -         | -         | -         | -         | -         | -         | -         |
| 1    | -         | -         | -         | -         | -         | -         | -         | -         | -         | -         | -         | -         | -         |
| 2    | -         | -         | -         | -         | -         | 1         | -         | -         | -         | 1         | -         | -         | -         |
| 3    | -         | -         | -         | -         | -         | -         | -         | -         | -         | -         | -         | -         | 1         |
| 4    | -         | -         | -         | -         | -         | -         | -         | -         | -         | 1         | -         | -         | -         |